# 瓦氏小鯷
瓦氏小鯷（学名：Anchoa walkeri）為輻鰭魚綱鲱形目鳀科的其中一種，分布於東太平洋區，從墨西哥下加利福尼亞半島至巴拿馬海域，棲息深度可達40公尺，本魚體延長，吻長約3/4眼徑，胸鰭大，前端超過腹鰭，體側具一條銀色條紋，臀鰭軟條23-32條，體長可達12公分，喜群游，棲息在沿海，以浮游生物為食，可作為食用魚。

## 擴展閱讀
維基物種上的相關：瓦氏小鯷